# Christopher Ferguson
Christopher John Ferguson (født 1. september 1961 i Philadelphia) er NASA-astronaut. Ferguson har har fløjet to rumfærge-missioner; som andenpilot på STS-115 og som kaptajn på STS-126.